# Лик Алфан
Лик Алфан (фр. Luc Alphand; Бријансон, 6. август 1965) је бивши француски алпски скијаш и аутомобилиста.

## Скијашка каријера
Лик Алфан је дебитовао у Светском купу 1984. Највећи успех је остварио у сезони 1996/97. освајањем великог кристалног глобуса. Те сезоне је бодове освајао у само две брзинске дисциплине, спусту и супервелеслалому, што представља јединствен подвиг у историји Светског купа.
Једину медаљу на Светским првенствима освојио је у спусту 1996. у Сијера Невади. На олимпијским играма најбољи пласман му је било четврто место у комбинацији на Олимпијским играма 1988. у Калгарију.
У селу Шонтмерл, које се налази у близини родног места Лика Алфана, једна стаза носи његово име.

## Аутомобилизам
Престао је да се такмичи у алпском скијању 1997. када је почео да учествује у аутомобилским тркама. Прво се такмичио у Нисам микра старс купу а након тога у тркама 24 сата Ле Мана, па у ФИА ГТ шампионату и у такмичењу Ламборгини супертрофи. Победио је у Релију Дакар 2006. У мотоциклистичкој трци Ранд'Оверњ је доживео несрећу и задобио тешке телесне повреде након чега је престао да се бави аутомобилизмом.

## Освојени кристални глобуси
| Сезона | Дисциплина      |
| ------ | --------------- |
| 1995.  | Спуст           |
| 1996.  | Спуст           |
| 1997.  | Укупно          |
| 1997.  | Спуст           |
| 1997.  | Супервелеслалом |

## Победе у Светском купу
| Сезона | Датум              | Место                 | Трка            |
| ------ | ------------------ | --------------------- | --------------- |
| 1995   | 13. јануар 1995.   | Кицбил                | Спуст           |
| 1995   | 14. јануар 1995.   | Кицбил                | Спуст           |
| 1995   | 15. март 1995.     | Бормио                | Спуст           |
| 1996   | 1. децембар 1995.  | Вејл                  | Спуст           |
| 1996   | 9. децембар 1995.  | Вал д'Изер, Француска | Спуст           |
| 1996   | 2. фебруар 1996.   | Гармиш-Партенкирхен   | Спуст           |
| 1997   | 20. децембар 1996. | Вал Гардена           | Спуст           |
| 1997   | 29. децембар 1996. | Бормио                | Спуст           |
| 1997   | 24. јануар 1997.   | Кицбил                | Спуст           |
| 1997   | 29. јануар 1997.   | Лакс                  | Супервелеслалом |
| 1997   | 21. фебруар 1997.  | Гармиш-Партенкирхен   | Супервелеслалом |
| 1997   | 22. фебруар 1997.  | Гармиш-Партенкирхен   | Спуст           |